# Amphiophiura oediplax
Amphiophiura oediplax är en ormstjärneart som först beskrevs av Hubert Lyman Clark 1911.  Amphiophiura oediplax ingår i släktet Amphiophiura och familjen fransormstjärnor. Inga underarter finns listade i Catalogue of Life.